# Bitka kod San Romana
Bitka kod San Romana je slika iz tri dijela (triptih) koju je u Firenci naslikao Paolo Uccello od oko 1450. do 1456. godine. Slika u tri prizora prikazuje pobjedu firentinske vojske nad sijenskom vojskom u bitci koja se odigrala 1432. godine. Na ovim slikama je posebnim perspektivnim oblikovanjem ostvario dubinu prizora živog bojnog polja, što je bila novina u ranorenesansnoj umjetnosti Italije.

## Povijest
Slike je naručila firentinska obitelj Bartolini Salimbeni, a Lorenzo de' Medici im se toliko divio da je jednu otkupio, dok je druge dvije dao na silu premjestiti u svoju palaču Medici u Firenci.
Vjerojatno su slike prvobitno imale lučno oblikovane vrhove kako bi odgovarale ispod gotičkih svodova. Ucello ih je sam preoblikovao u pravokutne ploče prilikom selidbe, pri čemu su neki dijelovi odrezani, te se koplja ne vide i izgledaju slomljeno.
Danas su ove tri slike razdvojene u muzejima u Firenci (Uffizi), Parizu (Louvre) i Londonu (Nacionalna galerija):

## Odlike
Tri slike najvjerojatnije prikazuju različite prizore iz iste bitke koja je trajala osam sati: zoru (London), podne (Firenca) i sumrak (Pariz):
- Niccolò Mauruzi da Tolentino u bitci kod San Romana (oko 1438.–1440.), jajčana tempera s orahovim i lanenim uljem na drvetu jablana, 182 × 320 cm, Nacionalna galerija, London.[4]
- Niccolò Mauruzi da Tolentino obara Bernardina della Ciarda u bitci kod San Romana (nesigurno datirana od 1435.–1455.),  tempera na drvu, 182 × 320 cm, Galerija Uffizi, Firenca
- Kontranapad Michelotta da Cotignola u bitci kod San Romana (oko 1455.), tempera na drvu, 182 × 317 cm, Louvre, Pariz

Središnji lik prve slike je Niccolò da Mauruzi da Tolentino na svom bijelom konju, koji je bio vođa pobjedničkih snaga Firence, kako juriša protiv brojnijeg neprijatelja. Prepoznatljiv je po motivu Salomonova čvora na svojoj zastavi i turbanu na glavi mjesto kacige (naime, bio je poznat po nesmotrenosti). U prednjem planu, slomljena koplja i mrtvi vojnik su pažljivo organizirani u ortogonalnim smjernicama perspektive stvarajući snažnu iluziju dubine prostora. S druge strane, krajolik se poput tapiserije uzdiže iznad likova prkoseći perspektivi. Ova iluzija zastora podsjeća na pozornicu i naglašava rat kao kazališnu ceremoniju
Druga, koja se nalazi u galeruji Uffizi, je jedina potpisana; vjerojatno jer je bila namijenjena da bude središnja u triptihu.

## Vanjske poveznice
- Video "Uccello's The Battle of San Romano"  Arhivirana inačica izvorne stranice od 2. prosinca 2014. (Wayback Machine), Smarthistory at Khan Academy (engl.)